# صنعت نرم‌افزار در چین
صنعت نرم‌افزار در چین کسب و کار توسعه و انتشار نرم‌افزار و خدمات مرتبط در چین است. طبق گفته وزارت صنعت و فناوری اطلاعات، اندازه این صنعت شامل نرم‌افزار و خدمات اطلاعاتی در سال ۲۰۱۳ به ارزش ۳۰۶۰ میلیارد RMB (حدود ۴۹۳ میلیارد دلار) بوده است. 

## شرکت ها
رهبران بازار نرم‌افزارهای شرکتی عبارتند از UFIDA ، Kingdee و اس‌آپ.